# Ballyclerahan
Ballyclerahan är en ort i republiken Irland.   Den ligger i provinsen Munster, i den centrala delen av landet, 140 km sydväst om huvudstaden Dublin. Ballyclerahan ligger 92 meter över havet och antalet invånare är 807.
Terrängen runt Ballyclerahan är platt.Runt Ballyclerahan är det tätbefolkat, med 427 invånare per kvadratkilometer. Närmaste större samhälle är Cluain Meala, 8,0 km sydost om Ballyclerahan. Trakten runt Ballyclerahan består i huvudsak av gräsmarker.